# Carlo Silipo
Carlo Silipo (* 10. September 1971 in Neapel) ist ein ehemaliger italienischer Wasserballspieler. Er war Olympiasieger 1992, Europameister 1993, Weltmeister 1994, Europameister 1995 und Olympiadritter 1996. Er gewann zweimal bei Mittelmeerspielen. Außerdem erhielt er eine Silbermedaille bei Weltmeisterschaften sowie je eine Silber- und Bronzemedaille bei Europameisterschaften.

## Karriere
Carlo Silipo spielte immer in Neapel. Er begann seine Laufbahn beim Ruderklub Circolo Canottieri, von 1993 bis 2006 spielte er für Circolo Nautico Posillipo und war an sechs Meisterschaftsgewinnen von 1994 bis 2004 beteiligt. In 462 Pflichtspielen erzielte er 574 Tore.
Der 1,99 m große Centerverteidiger wurde im Alter von 19 Jahren von Trainer Ratko Rudić in die Nationalmannschaft berufen und absolvierte von 1991 bis 2004 482 Länderspiele.
1991 fanden drei große Turniere statt. Im Januar 1991 belegten die Italiener den sechsten Platz bei der Weltmeisterschaft in Perth. Von Juni bis Juli dauerten die Mittelmeerspiele in Athen. Die Italiener gewannen vor den Jugoslawen und den Griechen. Bei der Europameisterschaft in Athen siegten die Jugoslawen vor den Spaniern und der Mannschaft aus der Sowjetunion, die Italiener erreichten den vierten Platz. 1992 beim olympischen Wasserballturnier belegten die Italiener in der Vorrunde den zweiten Platz hinter den Spaniern, wobei der direkte Vergleich mit 9:9 endete. Nach einem 9:8 im Halbfinale über das Vereinte Team aus der Gemeinschaft Unabhängiger Staaten trafen die Italiener im Finale wieder auf die Spanier und gewannen mit 9:8. Silipo war in sieben Spielen dabei und erzielte drei Tore.
In den nächsten Jahren folgte eine Siegesserie der italienischen Mannschaft. Im Juni 1993 siegten die Italiener bei den Mittelmeerspielen. Im August folgte der Gewinn der Europameisterschaft in Sheffield. Nach einem 10:9-Sieg über Spanien im Halbfinale bezwangen die Italiener im Finale die Ungarn mit 11:9. Bei der Weltmeisterschaft 1994 in Rom bezwangen die Italiener im Halbfinale die Kroaten mit 8:5, im Finale gelang den Italienern ein 10:5-Sieg gegen die Spanier. Silipo warf sechs Tore, davon zwei im Finale. 1995 bei der Europameisterschaft in Wien war der italienische Kader deutlich verjüngt, da einige der Olympiasieger nach dem Weltmeistertitel ihre internationale Karriere beendet hatten. Die Italiener besiegten im Halbfinale die deutsche Mannschaft mit 10:9 und im Finale die Ungarn mit 10:8. Im Jahr darauf bei den Olympischen Spielen in Atlanta gewannen die Italiener ihre Vorrundengruppe und bezwangen im Viertelfinale die russische Mannschaft. Nach der 6:7-Halbfinalniederlage gegen die Kroaten besiegten die Italiener im Spiel um Bronze die Ungarn mit 20:18. Das Spiel endete erst nach der zweiten Verlängerung, Silipo warf vier seiner 14 Turniertore in diesem Spiel.
1997 belegte die italienische Nationalmannschaft den vierten Platz bei den Mittelmeerspielen in Bari die Medaillen gingen an Jugoslawien, Kroatien und Spanien. Bei der Europameisterschaft in Sevilla unterlagen die Italiener den Spaniern im Spiel um den fünften Platz mit 6:8. Im Jahr darauf verfehlten die Italiener auch bei der Weltmeisterschaft 1998 in Perth das Halbfinale, in der Platzierungsrunde erreichten sie den fünften Platz. 1999 bei der Europameisterschaft in Florenz besiegten die Italiener im Viertelfinale die Russen und verloren im Halbfinale gegen die Ungarn. Das Spiel um die Bronzemedaille gewannen die Italiener mit 7:6 gegen die Griechen. In der Vorrunde des olympischen Wasserballturniers 2000 in Sydney erreichten die Italiener den zweiten Platz hinter der russischen Mannschaft. Im Viertelfinale unterlagen sie der ungarischen Mannschaft mit 5:8. In den Platzierungsspielen belegten die Italiener dann den fünften Platz in der Gesamtwertung. Silipo warf im Turnierverlauf sechs Tore, davon zwei im Viertelfinale gegen Ungarn.
2001 fand die Europameisterschaft in Budapest statt. Im Halbfinale besiegten die Italiener die Mannschaft des Gastgeberlandes mit 8:7, verloren aber dann im Endspiel 5:8 gegen die Jugoslawen. Im Juni 2003 bei der Europameisterschaft in Slowenien belegten die Italiener den neunten Platz. Carlo Silipo war zusammen mit Alessandro Calcaterra mit jeweils sechs erzielten Toren erfolgreichster Schütze der italienischen Mannschaft. Einen Monat später bei der Weltmeisterschaft in Barcelona besiegten die Italiener im Viertelfinale die Australier und im Halbfinale die Mannschaft aus Serbien und Montenegro. Im Finale siegten die Ungarn mit 11:9 nach der zweiten Verlängerung. Im letzten großen Turnier seiner Karriere wirkte Silipo bei den Olympischen Spielen 2004 in Athen nur noch in vier Vorrundenspielen mit, in denen er noch einmal zwei Tore warf. Die italienische Mannschaft belegte am Ende den achten Platz.
Nach dem Ende seiner Spielerkarriere wurde Silipo Trainer. Nach fünf Jahren (2007–2012) als Trainer bei Circolo Nautico Posillipo wurde er Trainer der italienischen Juniorennationalmannschaft. 2021 übernahm er das Training der Frauennationalmannschaft. Carlo Silipo wurde 2014 in die International Swimming Hall of Fame (ISHOF) aufgenommen.